# Neomarxismo
Con il termine neomarxismo si indicano in generale quegli approcci teorici nati tra gli anni '50 e gli anni '70 del XX secolo volti a modificare e/o ampliare il marxismo, solitamente prendendo spunto da elementi già presenti in altre tradizioni intellettuali, come ad esempio la psicoanalisi o la teoria critica sviluppatasi all'interno della scuola di Francoforte.
Il principale teorico del Neomarxismo è il sociologo statunitense Erik Olin Wright, che si è occupato in particolare di definire il concetto di classe sociale rivelandone la sua contraddittorietà e traendo ispirazione dalla criminologia critica, dall'anarchismo e dal pensiero di Max Weber.
A Wright vanno senz'altro aggiunti gli economisti Ernest Mandel, Paul A. Baran e Paul Sweezy: tutti e tre diedero infatti vita ad una vera e propria scuola neomarxista, spesso nota con il nome di Radical Political Economy, sostenendo le proprie tesi su diverse riviste da loro stessi fondate, come: New Left Review, The Monthly Review Press e successivamente The Review of Radical Political Economy.
Altri gruppi neomarxisti erano sorti con l'obiettivo di colmare le presunte carenze del materialismo dialettico e del marxismo più ortodosso, talvolta eliminando l'ateismo e connotando il marxismo di caratteristiche cristiane (vedi il comunismo cristiano). Tra i fautori di questa corrente molti erano anche psicologi, filosofi e sociologi, come ad esempio Herbert Marcuse.
Oggi il neomarxismo è più semplicemente considerato come una connotazione più ampia del pensiero New Left e sovente il termine viene utilizzato per descrivere coloro che si oppongono alle diseguaglianze tra i vari Paesi in via di sviluppo nell'era della globalizzazione.
In senso sociologico, il neomarxismo applica al concetto weberiano di uguaglianza sociale, concetti appartenenti alla filosofia marxista come status sociale e potere.
Correnti simili al neomarxismo sono il marxismo analitico e il marxismo strutturale.
Secondo Luigi Pareyson, il neomarxismo è l'antitesi dell'esistenzialismo. Dopo la dissoluzione dell'hegelismo, vertice e punto di riferimento imprescindibile della filosofia moderna, si sono aperte due strade: la linea Feuerbach-Marx da una parte; la linea Kierkegaard dall'altra. Il marxismo è imbevuto di storicismo assoluto, che cade nel relativismo etico e filosofico: la negazione della verità genera a sua volta crisi dei valori, lassismo e permissivismo.